# Messlied
Messlied ist im katholischen Sprachgebrauch die Bezeichnung für Kirchenlieder, die im Gottesdienst vom mitfeiernden Volk gesungen werden.
Zu den bekanntesten traditionellen Messliedern gehören
- die Lieder der Deutschen Messe von Schubert (Wohin soll ich mich wenden) und die folgenden Lieder
- die Lieder der Deutschen Messe von Michael Haydn (Hier liegt vor Deiner Majestät ff.)
- die Messliedserien im Gotteslob
- die Gesänge der Gen Rosso-Messe (Z. Mancusa),
- sowie Neue geistliche Lieder.